# 妖星ゴラス
『妖星ゴラス』（ようせいゴラス）は、1962年（昭和37年）3月21日に公開された日本の特撮映画。製作、配給は東宝。カラー、東宝スコープ、多元磁気立体音響。監督は本多猪四郎、主演は池部良。
同時上映は『紅の空』。

## 解説
謎の燃える怪星ゴラスと地球との衝突を回避するため、地球の公転軌道を変えようと奮闘する人々を描く。制作背景には、ソ連によるボストーク1号の有人宇宙飛行の成功など、宇宙開発に注目が集まっていた世相に乗っている。
円谷英二による東宝特撮映画50本目の集大成を目指し、構想3年、制作費3億8,000万円、撮影日数300日、特撮パートが全体の3分の1を占める超大作として製作された。従来の特撮映画では、物を破壊するシーンに特撮を用いることが主であったが、本作品ではジェットパイプ基地の建設描写に注力していることが特徴である。
本編では、宇宙飛行士の地上での生活や宇宙船を巡る社会情勢などを描いており、宇宙飛行士が当たり前の職業として存在している近未来を表現している。
脚本を担当した木村武は、本作品は怪獣映画における「怪獣」を「妖星」に置き換えたものであり、脚本は型どおりでも見せ場のあり方が変わったと述べている。脚本第1稿での仮題は『地球大改造』。
本作品について田中は、ハードSFに真っ向から挑戦した力作であったが、怪獣映画ほどの興行にはならなかったと述懐している。
2018年6月には日本映画専門チャンネルの特集「東宝特撮王国」の1つとして、HDリマスター版が放送された。
SF作家の山本弘が2009年に発表したSF小説『地球移動作戦』（早川文庫）は本作品へのオマージュが捧げられており、前書きでは本作品の原作の丘美丈二郎らスタッフへの献辞が述べられている。

## あらすじ
1979年9月29日午後8時、土星探査の任務を負った日本の宇宙船JX-1・隼号が、富士山麓宇宙港から打ち上げられた。しばらくして、パロマー天文台は質量が地球の6,000倍あるという黒色矮星・ゴラスを発見したと発表する。隼号の艇長・園田は最もゴラスに近い位置にいることを鑑み、急遽その探査に任務を変更するが、超引力に飲み込まれ、引力圏内に捉えられてしまう。脱出不可能と判断した園田は「地球からの観測データは誤っている」と最後まで観測を続け、データを送信した隼号はゴラスへ衝突して大破し、クルー全員が殉職する。
隼号の遭難はクリスマスに湧く日本に衝撃を与え、最後に送信されたデータから導き出された「ゴラスは大きさこそ地球の4分の3だが、今の進路を保てば2年半後に地球に衝突する」という結論は、世界中に衝撃を与えた。
日本宇宙物理学会の田沢博士と河野博士は事態を危惧するが、政府も対策に本腰を入れようとせず、またこれを自分の問題として捉える人々も少なかった。隼号の姉妹艇JX-2・鳳号の若いクルーたちは「先輩たちに続け」と意気込むが、ゴラスの再観測が重要ゆえに打ち上げは莫大な予算を要するという現実に直面する。
思うに任せぬ中、田沢と河野は園田の孫・速男の「ゴラスを爆破するか地球が逃げるか、その2つしかないじゃないか」という言葉に活路を見出し、国連科学会議で「重水素ならびに三重水素を利用したロケット推進装置を南極に設置し、100日間で地球を40万キロメートル移動させて軌道を変える」という「地球移動計画」を提案する。当初は疑問視されるが、アメリカやソ連も似たような研究を行っていたことから、南極に結集した世界中の技術によって巨大ジェットパイプが建造されていく。工事現場で落盤が発生するなどの事故でタイムロスも生じ始めるが、多くの人々による尽力で作業は続けられた。
そのころ、国連の要請を受けて日本が打ち上げた鳳号がゴラスに接近する。カプセル1号でゴラスに肉薄した金井の観測の結果、ゴラスの質量は地球の6,200倍に増加しており、もはや爆破は不可能という結論が出される。地球を救う術は前述の計画のみとなる一方、金井は接近時のショックで記憶喪失となってしまう。
完成したジェットパイプ基地のジェット噴射は、地球を計算通りの速度で動かし始める。世界が歓喜する中、田沢は「ゴラスの質量増加が続けば現在の施設だけでは追いつかなくなる」との不安を抱え、国連への追加投資を巡って河野と対立する。その間も、ゴラスは彗星や土星の輪を飲み込みながら地球に接近していく。さらには、南極に眠っていた巨大生物・マグマが突如目覚め、施設の一部に損傷を与える。田沢らによってマグマは葬り去られるが、復旧作業も含めて72時間というタイムロスが生じる。
そしてゴラスと地球が最接近する1982年2月、人々の尽力によってタイムロスは減るが、それでも36時間分の移動距離が足りない。地球の各地ではゴラスの引力によって天変地異が発生し、富士山麓宇宙港の宇宙船が次々と地中に飲み込まれ、東京などの都市群はおろかジェットパイプも水没してしまうが、誰もが絶望する寸前で移動は成功し、ゴラスとの衝突は回避されるのであった。

## 登場キャラクター

### 妖星 ゴラス

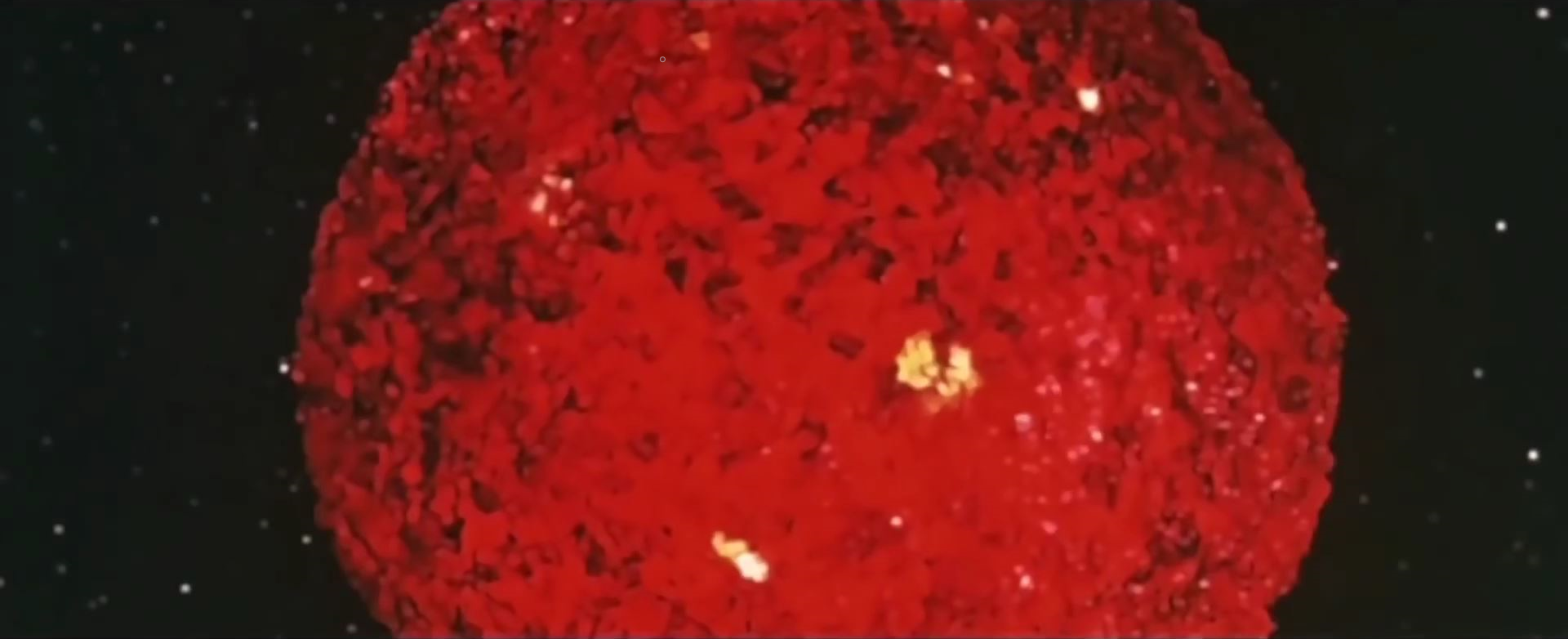
妖星ゴラス

直径は地球の4分の3だが、質量は地球の6千倍におよぶ超重力を持つ黒色矮星。表面温度は1千度以上。衝突した天体を吸収してさらに大きくなっていく。
- 原作の丘美丈二郎は、朝日新聞に掲載されていた中性子星についての科学コラムが元になったと述べている[42]。
- 東宝プロデューサーの田中友幸は、黒色矮星が赤い星の形をしているのはおかしい[注釈 4]が、当時はしっかりとした科学的裏付けを行っていたと述べている[28]。
- ミニチュアはアクリル製で、電飾によって発光が可能だが[出典 10]、彗星や土星の輪を吸収するシーンは光学合成、月を吸収するシーンはグラスワークで描かれている[21]。
- ミニチュア（プロップ）は1990年代まで特殊美術倉庫に保管されており、2003年には『超星神グランセイザー』第50話のキャブレオンの隕石[43]、2004年には『幻星神ジャスティライザー』第31話のグラスターの隕石に流用されている[44]。
- 脚本第2稿では、「ラゴス」という名称であった[24][40]。

他作品への登場
『ゴジラ FINAL WARS』
地球に接近する天体として登場。同映画のDVDメニューによれば、モンスターXが乗ってきた隕石も「妖星ゴラス」と表記されている。
『GODZILLA』（アニメーション3部作）
前日譚である小説『GODZILLA プロジェクト・メカゴジラ』に登場。
2038年に日本のアマチュア天文家が発見した小惑星。直径が30キロメートルほどに対して質量は月に匹敵し、構成物質は不明。発見当初はほぼ注目されていなかったが、2040年になると旧JAXA所属の日本人天文学者・タジリ博士によって2042年には地球と衝突することが判明し、ゴラス自身が意思を持って地球を目指しているとしか考えられないような異常な軌道を描いていたことから、宇宙怪獣説まで存在していた。軌道変更が困難と判明して2041年には人類最大の脅威と認定され、避難用の宇宙基地建造計画が持ち上がるが、2042年には北極から5年ぶりに姿を現したゴジラの荷電粒子砲により、完全に粉砕された。ゴジラが2037年に突如失踪したのも、ゴラスの脅威を人類より早く察知して破壊するための力を蓄えるためだったからだとする説もあり、怪獣Mことバトラもゴラスの接近に呼応して片割れより先に目覚めている。
- 小説刊行後の2018年に大樹連司と白土晴一が明かしたところによれば、「ゴジラが5年も活動停止する必要のある存在」が一番のネックだったといい、勝率ならおそらくトップの怪獣（モスラ）はこの時点では出せないが、その相方の方（バトラ）なら出せるものの巨大隕石でも来ないと出てこないとまで考えたところ、不意に『妖星ゴラス』のタイトルが閃いたという。

### 南極怪獣 マグマ

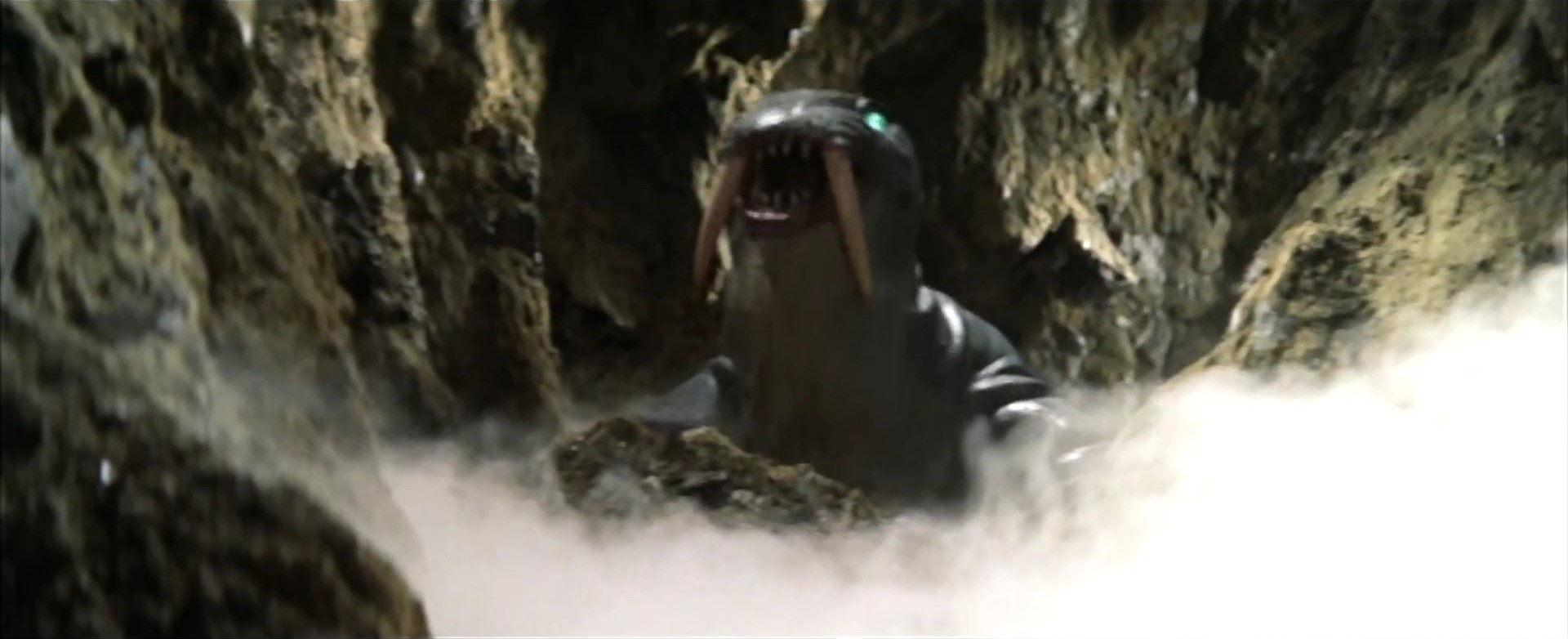
マグマ

外見はセイウチに似ているが血液成分は太古の巨大爬虫類に分類されるという設定。巨大な牙を武器とするほか、地中を掘るのにも用いる。皮膚は硬くロケット弾にも耐えることができる。ヒレも武器となる。高熱が弱点である。
南極の地底で眠っていたところ、妖星ゴラスを回避するために建設された原子力ジェットパイプ基地の熱で温暖になったことで目覚め、地震を引き起こして南極計画の基地の装置の一部を破壊した。その後、調査に来た国連所属のVTOL機のレーザー砲によって倒される。
- スーツアクターは手塚勝巳[22]、中島春雄[61][注釈 7]。
- 鳴き声は、動物の鳴き声を加工したもの[63]。
- 1966年7月19日に放送された『11PM』の大阪よみうりスタジオで収録された「怪獣供養」では、マグマの遺影が飾られている[64]。

創作経緯
マグマの登場は企画当初は予定がなく、クランクアップ前になって東宝上層部から出された「せっかくの円谷特撮だから怪獣を出してほしい」との要求による。監督の本多は抵抗したが、登場が決定した後はデザイン案などについて積極的に関わっている。田中は登場に際し、原作の丘美のもとを訪れて了解を得たという。本作品から特撮現場に参加した川北紘一によると、マグマと志村喬らが絡む一連のシーンは、本多ではなく特技監督の円谷が演出したという。脚本を担当した木村も最後まで反対したと述べており、このような怪獣を入れてもドラマに水をさすだけであり怪獣自体も冴えないと評している。なお、海外公開版ではマグマの登場シーンはカットされている。
準備稿では単に「恐龍」と記されており、爬虫類という設定はその名残と言われている。絵コンテの段階ではセイウチ型となっていた。本多は、あまりゴジラに近くても困るとし、南極なのでああいう形になったと述べている。
「マグマ」の名称は一般公募による。劇中では名前を呼ばれないとする文献もあるが、園田家の避難先にあるラジオのニュースで「怪獣マグマの出現により失われた72時間」と触れられている。

造形
造形は八木康栄による。原型はなく、金網に布を張ってスポンジで造形された。体色は褐色系、目は電飾で青色に発光する。背面の中心線は、チャックを隠す合わせ目である。ジェットパイプの炎が燃え移るのを防ぐため、防火剤が塗られている。2尺サイズのギニョールモデルも用意され、細かい動きはこちらでこなしている。ギニョール操作者は造形スタッフの開米栄三。
特殊美術スタッフだった村瀬継蔵は、マグマの牙の素材に初めてポリ樹脂を使用し、それまで表現できなかった鋭さを実現している。円谷は「どこでそんな象牙見つけてきたんだ？」と驚き、新素材によるものであることを説明され、大喜びしたという。その後、ゴジラシリーズでもゴジラの爪や牙などにポリ樹脂が用いられるようになった。
着ぐるみは後に『ウルトラQ』のトドラへ改造されている。

他作品への登場
- 『怪獣総進撃』の検討用台本『怪獣総進撃命令』の段階では、登場が予定されていた。
- 1966年に朝日ソノラマから発売されたソノシート『大怪獣戦 30怪獣大あばれ!!』に収録された「宇宙怪獣対地球怪獣」では、宇宙怪獣と戦う地球怪獣陸軍の1体として登場する。
- 『GODZILLA』（アニメーション3部作）では、前日譚である小説『GODZILLA 怪獣黙示録』に登場。2024年に北朝鮮を壊滅させ、韓国のソウルへ接近したため、在韓邦人の保護を理由に怪獣に対して初の戦術核がアメリカによって使用された。

## 登場メカ
ジェットパイプ基地
地球移動計画のため、南極大陸に建設された巨大機関。1089本の重水素原子力ジェットパイプにより、660億メガトンの推力を発生させる。ジェットパイプは高さ地上500メートル、噴射口の合計面積は600平方キロメートルにおよぶ。
- 地球移動推力の計算は、パイロット出身であった原作者の丘美丈二郎が自ら行った。
- 特技監督の円谷英二から「とにかく大きな南極のセットを組んでくれ」と言われた特撮班の美術スタッフは、500坪（約1,652平方メートル）の東宝第8スタジオいっぱいに南極の大地のセットを建造し、その広さは照明機材の置き場もなくなるほどであった。円谷は、セットの端からミニチュアを少しずつ組みながら撮影を進行させ、セットがミニチュアによって埋まったところで全体のロングショットを撮影した。美術助手の井上泰幸は、広大さを表現するため土台を低くしてパースをつけたと証言している。特撮班のチーフ助監督だった中野昭慶の話によると、南極のシーンだけで撮影に2-3週間を要したという。
- ジェットパイプの噴射にはプロパンガスによる火炎が用いられ、風の影響を考えて屋内セットで撮影された。このため、スタジオ内はものすごい熱さだった。点火シーンは、別途組まれたオープンセットで、200本のプロパンガスを用いて撮影された。
  - プロパンガスの使用は井上泰幸の発案。高熱で対流が生じて炎がすべて中心寄りに傾いてしまい、井上は現場で感じるほどの迫力は画面で描けなかったのではないかと語っている。井上は、本心では合成でやった方がいいと思っていたことも述懐している。
  - 特殊効果の渡辺忠昭は、最初は気化させたガソリンを用いたがうまくいかず、プロパンガスに変更したものの昼間の撮影では炎が映らず撮影の有川貞昌が怒り、最終的に火薬を用いたと証言している。また中野によれば、プロパンガスの案が出る前にガスの使用について東京ガスへ相談したところ、大工場を1つ作る規模のガス管設備が必要だと言われたという。

- 建設シーンでは、ミニチュアのほか、工事現場の作業風景を合成している。

JX-1隼号・JX-2鳳号（JX1隼号・JX2鳳号）
日本国宇宙省が開発したロケットで、それぞれJX型ロケットの1番機と2番機。乗員は39名で、建造には当時の価格で11兆6,000億円がつぎ込まれた。単段式のロケットであり、内部に1人乗りの観測用高性能小型有人ロケットカプセル1号を格納し、胴体側面から射出できる。
隼号は本来は土星探査用の宇宙船であったが、接近するゴラスを観測するために目的を変更する。その結果、ゴラスが地球の6,000倍もの質量を持つことや、地球と衝突するという貴重なデータをもたらすが、隼号自体がゴラスの引力圏に捉えられ、「万歳！」を連呼するクルーもろともゴラスに飲み込まれて消息を絶ってしまう。
遭難した隼号の後を鳳号が引き継いでゴラスの観測任務に当たった結果、ゴラスの破壊もしくは人為的な軌道変更は不可能との結論が出される。
隼号と鳳号の外観上の違いは各々の胴体側面に「JX-1 はやぶさ」「JX-2 おおとり」と記されている点と、隼号は銀色一色、鳳号は尾翼の補助エンジンから先の部分にオレンジ色の帯がペイントされているという点だけで、ロケット自体のデザインはまったく同一である。
- デザインは渡辺明。ロケット型のデザインは『宇宙大戦争』のスピップ号と共通のイメージだが、翼の補助エンジンや観測カプセルの射出口など、細かなディテールでリアリティを増している。
- 造型は郡司模型製作所による。ミニチュアは共通となっており、木やブリキなどを素材として、1尺と3尺ほどの大きさのミニチュアが作られた。3尺のミニチュアは尾部からプロパンガスによる炎を噴出でき、打ち上げシーンなどで用いられている。発射台のミニチュアはハンダ接合による。カプセル1号発射シーンではアップ用のバースモデルが使用された。カプセル1号は大小2種類のミニチュアのほか、1/1サイズも制作された。
  - これらのミニチュアは劇中小道具として、『怪獣大戦争』の鳥井哲夫の部屋や、『日本一のゴリガン男』の国防隊基地内に飾られている。そのうちの1つは、円谷プロダクションの特撮テレビドラマ『スターウルフ』の撮影で爆破されている。後に、特撮監督の原口智生が現存するパーツを図面通りに組み合わせたものから型取りし、FRPで復元している。カプセル1号のミニチュアの一つは、原口が幼少期に特殊効果の渡辺忠昭から譲り受けたものを2021年の時点でも所有している。

VTOLジェット機（VTOL機）
国連南極基地が保有するVTOL多目的ジェット機。主翼とカナード翼の翼端に、ティルトジェット状のエンジンナセルを配置している。武装として機首にレーザー砲を装備。なお、垂直尾翼には日の丸が描かれている。ゴラスの接近に伴って発動された「地球移動計画」が行われている南極に現れた、怪獣マグマの捜索・攻撃を行った。
- ミニチュアは郡司模型製作所に外注され、ブリキの叩き出し方式で製作された。本作品公開から4年後の1966年に放送された特撮テレビドラマ『ウルトラマン』に登場したジェットビートルはこれとほぼ同形であるため、資料によってはミニチュアを流用したと記述しているものもあるが、同じ木型を使用して別に製作されたものである。
- 後年にレプリカ機のガレージキットをプロデュースした川北紘一によれば、マグマへの攻撃シーンのシークエンスは特撮班がすべて撮影したという。
- 東宝に残されているVTOLの写真は、マグマと向かい合った後ろ姿のもののみであった。

電子熱線放射機（電子熱線放射器）
33号パイプの岩盤除去に用いられた重機。

宇宙ステーション
隼号の遭難後に、ゴラスの観測用に打ち上げられた宇宙ステーション群。劇中には、ドーナツ型の宇宙ステーションが2基、立方体の宇宙ステーションが1基登場し、それぞれフランス、ポルトガル、チェコの所属となっている。地球が軌道を変更し始めたことにより、鳳号と共に所属宇宙港へ退避している。いずれも、姿勢制御用のロケット・モーターを装備する。
- ドーナツ型のミニチュアは直径約1メートル。外形をバルサやブリキで、鉄骨部分はハンダづけで作られている。操演により回転を描写している。立方体の宇宙ステーションは、後に『怪獣大戦争』に再登場している。

国籍不明の宇宙船
ゴラスの引力圏に引き込まれた隼号が遭遇した宇宙船。隼号と同様にゴラスの調査に赴いていたことがうかがえるが、ゴラスの引力にとらわれてゴラスへ突入してしまう。
隼号の潜望鏡に棒状の姿が映ったのみであり、詳細な形状などは不明。

## 出演者
- 田沢博士[出典 31]：池部良
- 園田智子[出典 32]：白川由美
- 金井達麿[108][109]（鳳号乗員）：久保明
- 野村滝子[108][112]：水野久美
- 若林[出典 33]：太刀川寛
- 遠藤艇長[108][109]：平田昭彦
- 斎木副長[108][109]：佐原健二
- 園田艇長[108][109]：田崎潤
- 河野博士[出典 34]：上原謙
- 園田謙介[108][109]：志村喬
- 多田蔵相[出典 35]：河津清三郎
- 真田技師[出典 36]：三島耕
- 医師[108][112]：堺左千夫
- 関総理[出典 37]：佐々木孝丸
- 村田宇宙省長官[出典 38]：西村晃
- 木南法相[出典 39]：小沢栄太郎
- 伊東[108][112]（鳳号乗員）：二瓶正典
- 宇宙ステーション観測長[108][34]：野村浩三
- 秘書[出典 40]：佐多契子
- キャバレーの客[108][112]：天本英世
- フーバーマン[108][34]：ジョージ・ファーネス
- ギブソン[108][112]：ロス・ベネット
- ガイド[22]：向井淳一郎
- 真鍋英夫副長[108][14]（真鍋副長[34]）：桐野洋雄
- 園田速男[108][112]：坂下文夫
- 運転手[108][34]：沢村いき雄
- 鳳号観測員[108][34]：古田俊彦
- 鳳号計算員[108]：上村幸之
- 鳳号機関員[108][34]：緒方燐作
- 鳳号操縦員[108][34]：佐藤功一
- 鳳号観測員[108]：河辺昌義
- 鳳号通信員[108]：松原靖
- 鳳号計算員[108][34]：岡部正
- 新聞記者[108]：宇野晃司
- 鳳号操縦員[108]：権藤幸彦
- 鳳号機関員[108]：丸山謙一郎
- 鳳号通信員[108][34]：西条康彦
- マグマ[22]：手塚勝己
- 隼号機関員[108][34]：山田彰
- 隼号機関員[108]：髙木弘
- 隼号操縦員[108][34]：鈴木孝次
- 隼号計算員[108][34]：大前亘
- 隼号観測員[108]：庄司一郎
- 隼号観測員[108][34]：荒木保夫
- 新聞記者[出典 41]：三井紳平
- 隼号通信員[108][34]：今井和雄
- 隼号計算員[108][122]：由起卓也
- 隼号操縦員[108]：石川浩二
- 隼号燃料員[108][34]：鈴木友輔
- 閣僚[22]：熊谷二良

### ノンクレジット（出演者）
- マグマ[61]：中島春雄
- 新聞記者：桂伸夫[123][122]
- 医師：西条悦郎[124]
- 政府関係者：光秋次郎[125][122]
- アナウンサー：池谷三郎[126]

## スタッフ
参照
- 製作：田中友幸
- 原作：丘美丈二郎
- 脚本：木村武
- 撮影：小泉一
- 美術：北猛夫、安倍輝明
- 録音：伴利也
- 照明：髙島利雄
- 音楽：石井歓
- 整音：下永尚
- 監督助手：梶田興治
- 編集：兼子玲子
- 現像：東京現像所
- 製作担当者：坂本泰明
- 特殊技術 
  - 撮影：有川貞昌、富岡素敬
  - 光学撮影：幸隆生、真野田幸雄
  - 美術：渡辺明
  - 照明：岸田九一郎
  - 合成：向山宏
  - 製作担当者：成田貫
- 特技監督：円谷英二
- 監督：本多猪四郎

### ノンクレジット（スタッフ）
- 助監督（特撮・チーフ）・監督助手（特撮・チーフ）：浅井正勝[7]
- スチール：田中一清[7]
- 助監督（特撮）・監督助手（特撮）：中野昭慶[7]
- 撮影助手（特撮）：真野田陽一[7]、唐沢登喜麿[7]、山本武[7]、鶴見孝夫[7]
- 照明助手（特撮）：原文良[7]、大口良雄[7]、村上勝美[7]、畑日出夫[7]、大場明[7]、棚網恒夫[7]、清松信夫[7]、川越和見[7]
- 美術助手（特撮）：井上泰幸[7]、入江義夫[7]
- 小道具（特撮）：山本久蔵[7]
- 電飾（特撮）：鈴木昶[注釈 17][7]
- 造型：利光貞三[7][17]、八木康栄[7]、八木勘寿[7]、開米栄三[7]、照井栄[7]
- 特殊機械（特撮）：中代文雄[7]、小川昭二[7]、松本光司[7]
- 光学撮影：徳政義行[7]
- 特撮作画：飯塚定雄[7]
- 編集（特撮）：石井清子[7]
- 美術助手（特撮）：白崎治郎[7]
- 撮影助手（特撮）：川北紘一[7]
- 衣装デザイン：柳生悦子[127]

## 撮影
監督の本多猪四郎は撮影に入る前、助監督の梶田興治とともに1か月近く東京大学理学部天文学科へ通い、畑中武夫率いる畑中教室の堀源一郎に、「地球移動」という荒唐無稽な設定の科学的考証（後年における「SF考証」か「SF設定」）を依頼した。大きいとはいえ有限の質量を持つ物体であることに変わりはなく、非常に大きな力が必要ではあるが、それが必要に見合った十分な力であればニュートンの運動方程式に従って軌道は変わるため、地球の質量の概算値を元に、必要な力・運動量・エネルギーは算出できる。堀は完全に実行可能と仮定してそれらを算出したが、劇中の「月がゴラスに吸い込まれる」という描写について「月が吸い込まれた時点で地球も吸い込まれているはず」として、映画的なフィクションであることを理解したうえで「興行でこの話題が出る際には必ずこの部分は“嘘”である、との注釈を入れて欲しい」と条件を付けた。特技監督の円谷英二は、完成当時のインタビューで「ある程度の嘘は仕方がない」としつつ「まったくの嘘ではダメだ」と述べている。
劇中で黒板に示される地球移動にかかるエネルギーなどの計算式は、上記の依頼にもとづいた検証の際に堀が自ら書いたものである。
金井役の久保明は、宇宙遊泳の訓練シーンの撮影で二瓶正典とともにワイヤーで吊られ苦労した旨を語っている。
撮影時、足を骨折していた出演者の佐原健二は降板を覚悟して監督の本多に会ったが、彼は「ケン坊（佐原）の役は誰にも代わりはできないと思っているから」と慰留し、本番でも佐原の歩くシーンを極力減らすなど配慮して撮影を乗り切った。
基地建設シーンでは、セットの前で本職の溶接技師が作業を行い、リアリティを与えている。

### 特撮
南極を砕氷船が進むシーンでの氷原は、当時最新の素材だった発泡スチロールで作られている。落盤事故のシーンは、着色した土とおがくずを台に積み、トラックでワイヤーを引いて下に落としている。断崖部分は作画合成による。
ラストの水没した国会議事堂や大阪城のシーンは、ビル群のセットを荒川に持ち込んで撮影されている。ビルなどの構造物のほとんどが木製で水に浮きやすかったため、撮影中によく流された。東京タワーは展望台からより下のみ、国会議事堂は上部のみ制作された。津波の描写は、1台あたりドラム缶6本分の水を入れたタンク12台から38度の滑り台で一気に水を流している。また、有楽町駅や勝鬨橋の水没シーンはセットで撮影され、従来のタンクに貯めた水を流す手法ではなく、プールの水を溢れさせる手法も用いられた。
のちに平成ゴジラシリーズで特技監督を務める川北紘一は、撮影助手として本作品で初めて特撮の現場に参加したが、初日に担当した東海道線が津波に襲われるシーンの撮影では朝7時に準備を始めて9時から撮影を始めると聞かされていたが、準備に時間がかかり実際に撮影が始まったのは20時頃となり、ワンシーンのために大掛かりな仕掛けをしその準備がかかったことに現場の厳しさを知ったと述懐している。

## 劇中歌
「俺ら（おいら）宇宙のパイロット」
作詞：不詳 / 作曲：石井歓
劇中の医務室のシーンにおいて伊東役の二瓶正典が一小節を口ずさんでいる。また、富士山麓宇宙港を飛び立つヘリの中で金井（久保明）・若林（太刀川寛）・伊東（二瓶正典）らがフルコーラスを歌うシーン、鳳号の出発を前にパイロットらがキャバレーのフロアで生バンドの演奏をバックに歌いながらホステスとスクエアダンスを踊るシーンがある。
作詞は不詳となっていたが、2010年代に入り本作品の助監督を務めた中野昭慶が挿入歌を提案し作詞も自ら行ったことを明かした。

## 映像ソフト
- VHS 品番 TG4143[16][140]
- LD 品番 TLL2218[140]
- DVD
  - 2004年2月27日発売[141]。オーディオコメンタリーは梶田興治[141]。
  - 2013年11月8日発売。期間限定プライス版。
  - 2015年7月15日発売。東宝DVD名作セレクション。
- Blu-ray
  - 2022年6月15日に発売された『東宝 怪獣・特撮 Blu-ray 2枚組』に収録。

## 漫画
久松文雄による漫画版が『冒険王』1962年4月号（秋田書店）に付録として掲載された。